# Danuta Rosani
Danuta Zofia Rosani, po mężu Gwardecka (ur. 30 kwietnia 1951 w Starogardzie Gdańskim) – polska lekkoatletka dyskobolka, trzykrotna mistrzyni Polski i olimpijka.

## Życiorys
Choć największe sukcesy odnosiła w rzucie dyskiem, startowała również z powodzeniem w pchnięciu kulą. Wystąpiła na igrzyskach olimpijskich w 1976 w Montrealu, gdzie w eliminacjach rzutu dyskiem uzyskała wynik 57,78 m, który dawał jej awans do finału, jednak w nim nie wystąpiła, ponieważ została zdyskwalifikowana z powodu dopingu (sterydy anaboliczne). W finale Pucharu Europy w 1975 w Nicei zajęła w tej konkurencji 6. miejsce.
Była mistrzynią Polski w rzucie dyskiem w 1974, 1976 i 1978, wicemistrzynią w rzucie dyskiem w 1972, 1973, 1979, 1980, 1981, 1982 i 1985 oraz w pchnięciu kulą w  1976, 1981 i 1982, a także brązową medalistką w rzucie dyskiem w 1975. Zdobyła również złoty medal halowych mistrzostw Polski w pchnięciu kulą w 1983, srebrne w 1973 i 1983 oraz brązowe w 1975 i 1976.
Pięciokrotnie poprawiała rekord Polski w rzucie dyskiem do wyniku 62,60 m (26 czerwca 1976 w Bydgoszczy). Jako pierwsza polska lekkoatletka pokonała granicę 60 metrów w rzucie dyskiem.
W latach 1970-1982 startowała w dwudziestu czterech meczach reprezentacji Polski (27 startów), odnosząc 4 zwycięstwa indywidualne.
Była zawodniczką klubów: Włókniarz Starogard Gdański (1967–1969) i Gwardia Warszawa (1970–1986).
Ukończyła szkołę średnią, mieszka w Warszawie. Jej mąż, Andrzej Gwardecki, również był dyskobolem.
Rekordy życiowe:
- pchnięcie kulą – 16,64 (26 czerwca 1976, Bydgoszcz)[9]
- rzut dyskiem – 62,60 (26 czerwca 1976, Bydgoszcz)[10]